# Elisabeth von Österreich (1554–1592)

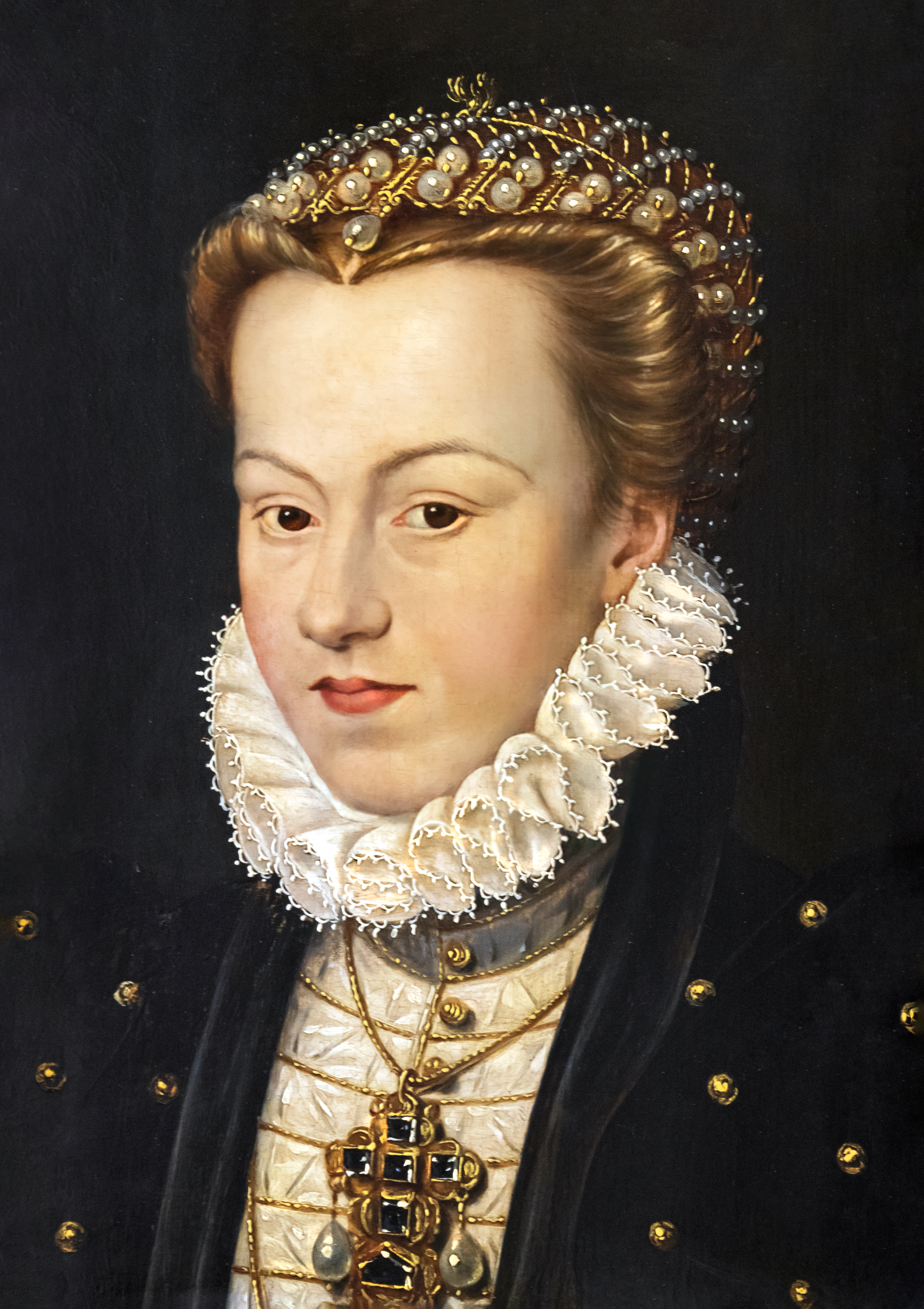
François Clouet, Erzherzogin Elisabeth von Österreich, Königin von Frankreich, 1572, Musée des Beaux-Arts d’Agen

Elisabeth von Österreich (auch Elisabeth von Habsburg; Élisabeth d’Autriche; Isabelle d’Autriche; * 5. Juli 1554 in Wien; † 22. Januar 1592 ebenda) aus dem Haus Habsburg war als Gemahlin König Karls IX. von ihrer Eheschließung am 26. November 1570 bis zum Tod ihres Gemahls am 30. Mai 1574 Königin von Frankreich.

## Biografie
Elisabeth, die mit Ysabel unterschrieb, war das fünfte Kind und die zweite Tochter des 1564 zum Kaiser erhobenen Maximilian II. und dessen Cousine, der spanischen Infantin Maria, Tochter Kaiser Karls V. und Schwester König Philipps II. von Spanien. 1570 wurde Elisabeth mit dem französischen König Karl IX. verheiratet, der schon 1574 starb. Das Paar hatte eine Tochter, die nicht einmal sechs Jahre alt wurde.

### Jugend
Elisabeth hatte 15 Geschwister, von denen allerdings einige das Kleinkindalter nicht überlebten. In ihrer Kindheit lebte Elisabeth mit ihrer älteren Schwester Anna und ihrem Bruder Matthias in einem Pavillon im Garten der damals erbauten Stallburg in Wien. Dort verbrachten sie eine glückliche Kindheit. Ihr Vater Maximilian besuchte sie oft und Elisabeth scheint sein besonderer Liebling gewesen zu sein. Sie ähnelte ihm nicht nur in der äußeren Erscheinung, sondern auch im Charakter: Elisabeth war ebenso intelligent und ebenso charmant wie ihr Vater.
Sie galt als eine der schönsten Prinzessinnen Europas, mit rötlichblondem Haar, dunklen braunen Augen, einem anmutigen Gesicht und einem bezaubernden Lächeln. Doch war sie nicht nur schön: Der (historisch oft unzuverlässige) Schriftsteller und Chronist Brantôme, der eine der Hauptquellen für Elisabeths Leben in Frankreich darstellt, schreibt über sie, sie sei „eine der besten, sanftesten, klügsten und tugendhaftesten Königinnen, die seit Anbeginn der Königsherrschaft regiert haben“. Die Zeitgenossen sind sich einig über ihre Intelligenz, ihre Schüchternheit, ihren Sanftmut, ihr mitfühlendes Herz und – vor allem – über ihre aufrichtige Frömmigkeit. Sehr schön, sehr klug, sehr würdig, sehr charmant und sehr liebenswert – Elisabeth hätte eine große Königin werden können.
Elisabeths Brüder wurden von Ogier Ghislain de Busbecq, einem weitgereisten und hochgebildeten Flamen, unterrichtet. Die neugierige Elisabeth schloss sich von selbst dem kleinen Kreis an und überflügelte nach kurzer Zeit die Jungen. Ihre Mutter María kümmerte sich um die religiöse Erziehung ihrer Töchter und bereits mit jungen Jahren war Elisabeth von ihrer Namenspatronin Elisabeth von Thüringen beeindruckt, einer ungarischen Prinzessin, die, früh verwitwet, in Marburg ein Krankenhaus sowie ein Konvent gegründet und sich dort der Armenfürsorge und Krankenpflege gewidmet hatte. Das Leben dieser Heiligen erscheint wie ein Modell für dasjenige Elisabeths.
Schon sehr früh, 1559, war der Plan einer Eheschließung von Elisabeth und Karl (IX.) von Frankreich im Gespräch. 1562 erreichte der Franzose Maréchal de Vieilleville als Mitglied einer Gesandtschaft zu Kaiser Ferdinand Wien und verliebte sich in die gerade achtjährige Prinzessin. „Eure Majestät, dies ist die Königin von Frankreich!“, rief er aus. Obwohl Vieilleville nicht berechtigt war, ein solches Angebot auszusprechen, erschien Ferdinand, Elisabeths Großvater, interessiert. Man tauschte Geschenke aus und danach ging das Leben in Wien weiter wie zuvor. Man führte sie in das Leben am Hofe ein, hielt es aber nicht für nötig, der Prinzessin Französisch beizubringen.

### Kurze Ehe mit dem französischen König Karl IX.

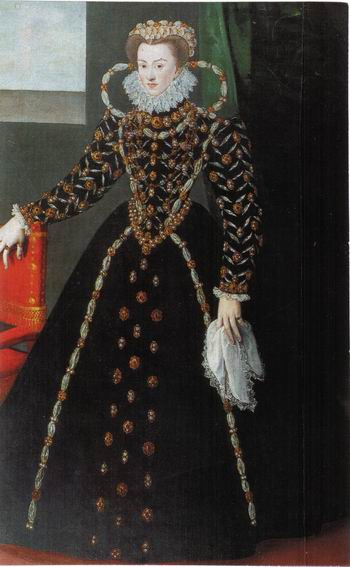
Jooris van der Straeten, Erzherzogin Elisabeth von Habsburg

1569, nach dem Scheitern anderer Heiratsprojekte mit dem dänischen König Friedrich II. oder mit dem portugiesischen König Sebastian I., erinnerte man sich an das «französische Angebot». Katharina von Medici, die die Fäden der französischen Politik in Händen hielt, wollte zuerst die ältere Erzherzogin Anna für ihren Sohn Karl IX. (seit 1560 König), doch wurde Anna von deren Onkel Philipp II. von Spanien als Braut ausersehen. Die französische Königinmutter begnügte sich schließlich mit der Jüngeren, da Frankreich unbedingt eine katholische Heirat brauchte, um gegen die protestantischen Parteien vorgehen zu können.
Nach der Unterzeichnung eines Heiratsvertrages am 14. Januar 1570 begann am 2. Oktober desselben Jahres Elisabeths beschwerliche Reise gen Frankreich. Zunächst fand am 22. Oktober 1570 in der Kathedrale zu Speyer die vom Erzbischof und Kurfürsten von Mainz geleitete Trauung per Stellvertreter statt, bei der Elisabeths Onkel, Erzherzog Ferdinand von Tirol, die Stellvertreterrolle des Bräutigams übernahm. Nach langen Feierlichkeiten verließ Elisabeth in Begleitung eines hochrangigen deutschen Gefolges, darunter dem Erzbischof und Kurfürsten von Trier, am 4. November 1570 Speyer. In ihrem Reiseziel Frankreich war gerade im August 1570 der dritte religiös motivierte Bürgerkrieg innerhalb eines Jahrzehnts beigelegt worden. Da es viel regnete und die Straßen teilweise unbefahrbar waren, entschied der französische Hof, seiner neuen Königin entgegenzufahren. In Mézières-en-Champagne (dem heutigen Charleville-Mézières), einem kleinen Ort an der Grenze, sollte die Hochzeit stattfinden. Bereits in Sedan wurde Elisabeth von Heinrich, dem Herzog von Anjou und jüngeren Bruder des französischen Königs, empfangen. Karl IX., neugierig auf seine zukünftige Frau, verkleidete sich als Soldat und beobachtete Elisabeth, die gemeinsam mit Heinrich auf der Burg von Sedan spazierenging. Es heißt, er sei sehr entzückt über ihre Erscheinung nach Mézières zurückgekehrt.
Am 26. November 1570, einem Sonntag, wurden die 16-jährige Elisabeth und der 20-jährige Karl durch Kardinal Charles de Bourbon in der Kirche Notre-Dame de Mézières getraut. Bei den Hochzeitsfeierlichkeiten wurde ein enormer Prunk entfaltet. Die in weißen Satin mit Silber gekleidete Elisabeth trug einen mit Lilien bestickten violetten Samtmantel, eine 20 Ellen lange Schleppe und eine äußerst wertvolle, edelsteinbesetzte Krone. Die Braut füllte nun die schon seit 10 Jahren vakante Position der französischen Königin, die zuletzt kurzzeitig die schottische Königin Maria Stuart als Gemahlin Franz’ II., des älteren Bruders Karls IX., innegehabt hatte.
Zu Beginn des Jahres 1571 war Elisabeth aufgrund der Reisestrapazen und des kalten Wetters sehr krank. Da die Hochzeit fernab von Paris stattgefunden hatte, wurde im Frühjahr die österreichisch-französische Freundschaft noch einmal mit vielen prunkvollen Festen gefeiert. Am 25. März 1571 wurde Elisabeth in der Basilika Saint-Denis vom Erzbischof von Reims gekrönt, der Maler François Clouet verewigte sie in einem Gemälde. Am 29. März 1571 hielt Elisabeth feierlich ihren pompösen, kunstvoll choreographierten Einzug in Paris. Danach verschwand sie aus dem öffentlichen Leben.
Am Anfang war die Ehe glücklich: Elisabeth war so verliebt in ihren Ehemann, dass sie sich nicht scheute, ihn in aller Öffentlichkeit zu küssen – sehr zur Erheiterung der Anwesenden. Aber nach den ersten Leidenschaften sollte der König zu seiner Mätresse Marie Touchet zurückkehren, die über die neue Königin sagte: „Die Deutsche macht mir keine Angst.“ Katharina von Medici förderte die Beziehung ihres königlichen Sohnes zu Marie Touchet. Elisabeth gelang es hingegen nicht, längerfristig die Liebe ihres Gatten zu erringen, der sie aber immerhin sehr achtete und äußerte, die klügste und tugendhafteste Gemahlin nicht nur in Frankreich und Europa, sondern in der ganzen Welt zu haben.
Katharina von Medici, eifrig darauf bedacht, Elisabeth von der Politik fernzuhalten, übertrug ihr so wenig wie möglich an Pflichten und Aufgaben. Karl, mit dem sich Elisabeth zu Beginn ihrer Ehe noch amüsierte (so liehen sie sich einmal Kutten aus und gingen unerkannt in Paris spazieren), zog sich von ihr zurück. Obwohl Elisabeth vier Sprachen (Spanisch, das ihre primäre Sprache war, ferner Deutsch, Latein und Italienisch) beherrschte, lernte sie Französisch nur mühsam: sie kam mit dem bunten Leben am französischen Hof nicht zurecht, fühlte sich einsam und hatte nur wenige Freunde, zu denen erstaunlicherweise auch ihre lebenslustige Schwägerin Margarete von Valois, die Reine Margot, gehörte. Busbecq, der Elisabeth nach Frankreich begleitet hatte, fungierte als ihr Hofmarschall.
Elisabeth mied die ausschweifenden Vergnügungen des französischen Hofs und widmete sich stattdessen Stickereiarbeiten, der Lektüre sowie vor allem der Übung wohltätiger und frommer Werke. Sie förderte katholische Bestrebungen, war über die Anwesenheit der von ihr als Häretiker betrachteten Hugenotten bestürzt und verbot laut Margarete von Valois dem Hugenottenführer Gaspard de Coligny, ihre Hand zu küssen. Trotzdem soll sich Elisabeth deutschen Berichten zufolge während der Bartholomäusnacht (24. August 1572) für das Leben der Protestanten eingesetzt haben. Sie habe ihren Mann angefleht, „die Unschuldigen zu verschonen“, und schließlich ein Verbot erreicht, ausländischen (vor allem den zahlreichen deutschen) Protestanten ein Leid anzutun. Nach Brantôme wurde Elisabeth der Plan für die Gräuel der Bartholomäusnacht verheimlicht; sie habe erst am nächsten Morgen davon erfahren, entsetzt gefragt, ob ihr Gemahl darüber Bescheid wisse, und auf die Antwort, er selbst sei der Initiator gewesen, für ihn gebetet, dass Gott ihm verzeihen möge.
Am 27. Oktober 1572 erblickte nach einer leichten Geburt Elisabeths und Karls gemeinsame Tochter Marie-Elisabeth (benannt nach ihren beiden Taufpatinnen, ihrer Großmutter Kaiserin Maria und Königin Elisabeth I. von England) das Licht der Welt, die im Schloss Amboise erzogen wurde. Diese Geburt eines Mädchens vermochte den politischen Einfluss der jungen französischen Königin kaum zu steigern. Karls ohnehin schlechte Gesundheit verschlechterte sich zusehends, und nach langen Leiden, in denen Elisabeth ihm stillen Beistand leistete und für seine Genesung betete, starb er am 30. Mai 1574 – auf Betreiben seiner Mutter ohne die Gegenwart seiner Gemahlin.
Nach der Trauerzeit von 40 Tagen beschloss Elisabeth, nunmehr reine blanche („Weiße Königin“) genannt, nach Wien zurückzukehren. Es wurde zwar erwogen, Elisabeth mit dem neuen französischen König Heinrich III. zu verheiraten, doch sprach sie sich gegen ihre neuerliche Vermählung aus. Als Wittum erhielt Elisabeth das Herzogtum Berry, nach 1577 sodann die Auvergne und Bourbonnais. Bei einem Besuch in Amboise am 28. August 1575 sah sie ihre kaum dreijährige Tochter zum letzten Mal. Am 5. Dezember 1575 verließ sie schließlich Paris und musste ihre kleine Tochter in der Obhut Katharinas von Medici zurücklassen. Anlässlich ihrer Abreise aus Frankreich soll sie etliche Devotionalien wie einen Finger Johannes des Täufers mitgenommen haben.

### Gründung und Leitung eines Klosters bei Wien

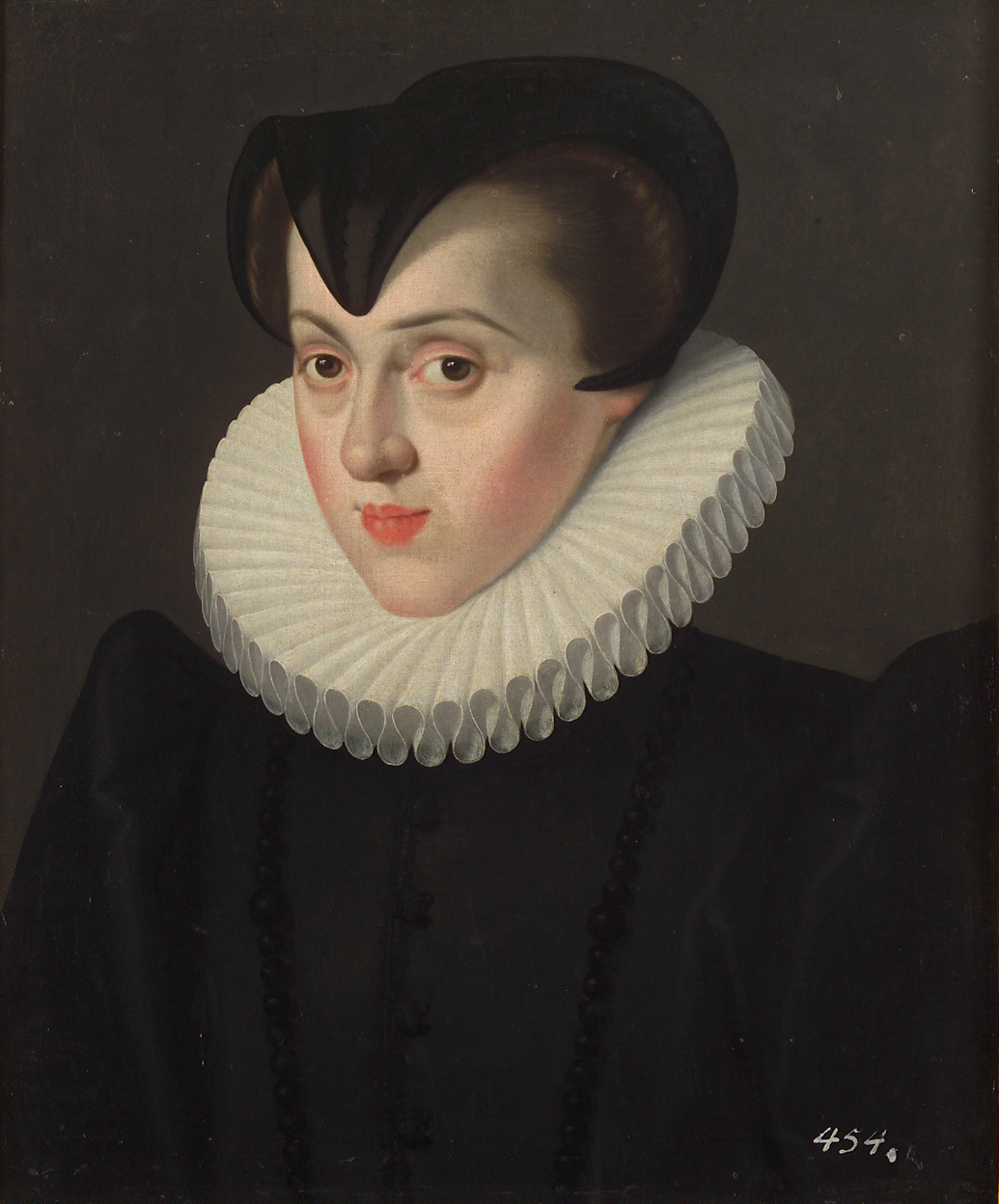
Elisabeth von Österreich in Witwentracht

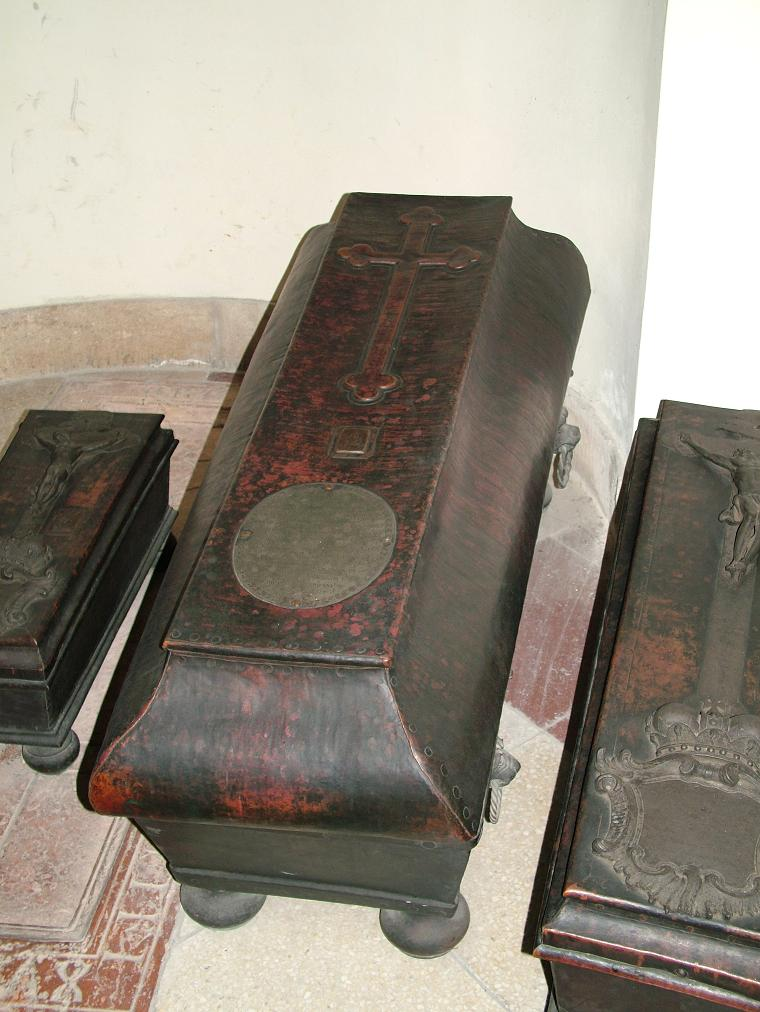
Sarg der Königin Elisabeth in der Herzogsgruft im Stephansdom

In Wien lebte Elisabeth zuerst in der Stallburg. Nach dem Tod ihres geliebten Vaters Maximilian II. (12. Oktober 1576) wurde ihr Bruder Rudolf II. neuer Kaiser. Am 2. April 1578 starb ihre kleine Tochter Marie-Elisabeth. Als Philipp II. von Spanien nach dem Tod seiner vierten Gattin Anna (1580) Elisabeth einen Heiratsantrag machte, lehnte sie laut Brantôme wegen zu naher Verwandtschaft und aus Achtung vor dem Andenken ihres verstorbenen Gatten ab und blieb unverheiratet.
In Frankreich, wo Busbecq der Verwalter ihrer Güter war, ließ Elisabeth zu Bourges ein Jesuitenkollegium errichten. Die ihr zustehenden Witwengelder aus Frankreich erhielt sie aber bei weitem nicht in vollem Umfang.
Elisabeth kaufte in der Umgebung der Stallburg Grundstücke und gründete dort Anfang der 1580er Jahre das Klarissinnenkloster Maria, Königin der Engel. Dieses finanzierte sie u. a. mit Geldern, die aus den vom Klosterrat auf Anordnung von Elisabeths Bruder, Erzherzog Ernst, übertragenen Eigentumsrechten des geschlossenen Benediktinerinnenstift Erlakloster flossen. Forthin widmete Elisabeth ihr Leben nach dem Vorbild ihrer heiligen Namenspatronin der Übung von Frömmigkeit, Armenfürsorge und Krankenpflege. Auch verarmte Adelstöchter fanden ihre Unterstützung. Ebenso finanzierte sie die Wiedererrichtung der Allerheiligenkapelle auf der Prager Burg, die durch den verheerenden Stadtbrand in Prag 1541 verwüstet worden war.
Für ihr Klarissinnenkloster erwarb Elisabeth mehrere Reliquien. So erlangte ihr Bruder, Erzherzog Maximilian, als Koadjutor des Deutschen Ordens die Verfügungsgewalt über die in Marburg aufbewahrten Reliquien Elisabeths von Thüringen und schickte 1588 einige von diesen seiner Schwester Elisabeth für deren Kloster.
Elisabeth unterhielt mit ihrer Schwägerin Margarete von Valois eine regelmäßige Korrespondenz, trat ihr die Hälfte ihrer Einkünfte aus Frankreich ab und schickte ihr laut Brantôme zwei selbst verfasste Schriften. Das eine dieser beiden heute verschollenen Bücher Elisabeths war ein religiöses Werk Sur la parole de Dieu, das andere ein historisches Werk Sur les événements considérables qui arrivèrent en France de son temps.
Im Alter von 38 Jahren starb Elisabeth am 22. Januar 1592 an einer Rippenfellentzündung. Sie wurde unter einer einfachen Marmorplatte im Chor der Kirche des von ihr gegründeten Konvents beerdigt. Als das Kloster 1782 von Kaiser Joseph II. aufgelöst und bald danach die St. Elisabeth-Kirche zur Lutherischen Stadtkirche wurde, der ersten evangelisch-lutherischen Kirche Wiens, ließ man ihre Gebeine in die Herzogsgruft des Stephansdoms umbetten.
In ihrem Testament spendete Elisabeth nicht nur für Arme und Kranke, sondern stiftete u. a. auch Gelder für die Abhaltung von Messen für ihren verstorbenen Gemahl Karl IX. in ihrer Klosterkirche. Ihre spanische, deutsche, französische, italienische und lateinische Werke umfassende Bibliothek, zu der etwa etliche Werke des Jesuitenpredigers Georg Scherer, ein Buch mit Prophezeiungen des französischen Astrologen Nostradamus für das Jahr 1571 oder die Tragödie Antigone des antiken griechischen Dichters Sophokles gehörten, hinterließ Elisabeth ihrem Bruder Kaiser Rudolf II., ihren Ehering ihrem anderen Bruder Erzherzog Ernst.